# هانا سكوت
هانا سكوت (بالإنجليزية: Hannah Scott)‏ هي لاعبة كرة قدم أسترالية أسترالية، ولدت في 11 أغسطس 1990.

## وصلات خارجية
- هانا سكوت على موقع AustralianFootball.com (الإنجليزية)